# Stellendam
Stellendam ist ein auf der Halbinsel Goeree-Overflakkee gelegener Ort in Südholland (niederländisch Zuid-Holland). Politisch gehört er seit dem 1. Januar 2013 zur Gemeinde Goeree-Overflakkee. Bis 1966 war er eine selbständige Gemeinde, danach gehörte er zu Goedereede. Das Fischerdorf Stellendam hat 3.660 Einwohner und befindet sich ca. drei Kilometer südöstlich von der Kleinstadt Goedereede.

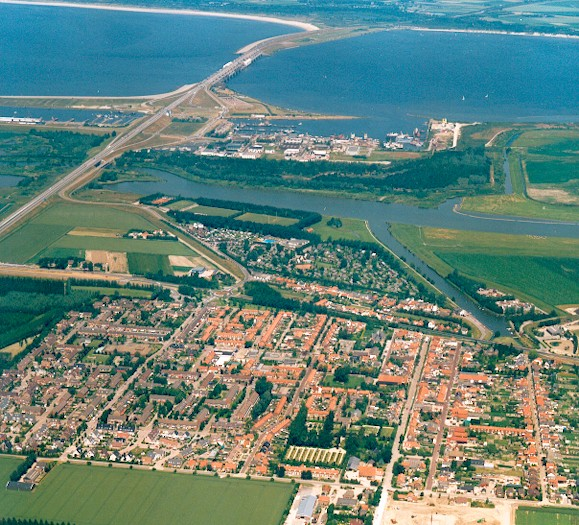
Luftbild von Stellendam

## Persönlichkeiten
- Ab Klink (1958), Politiker